# Uciechów (Dzierżoniów)

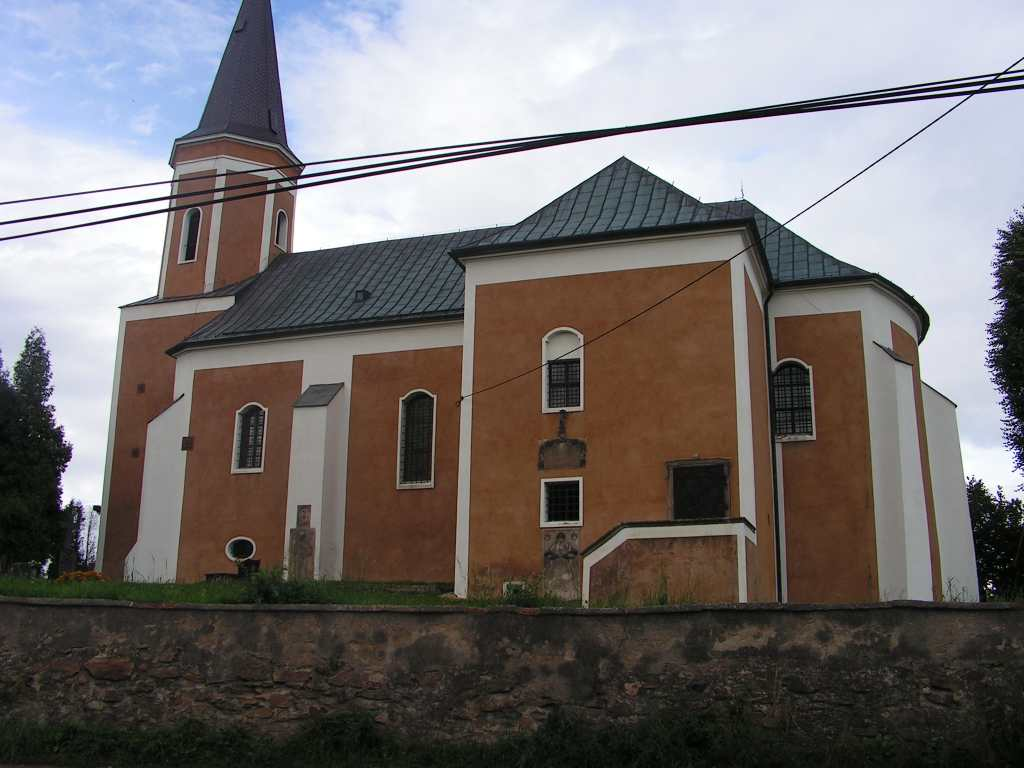
Kirche St. Bartholomäus

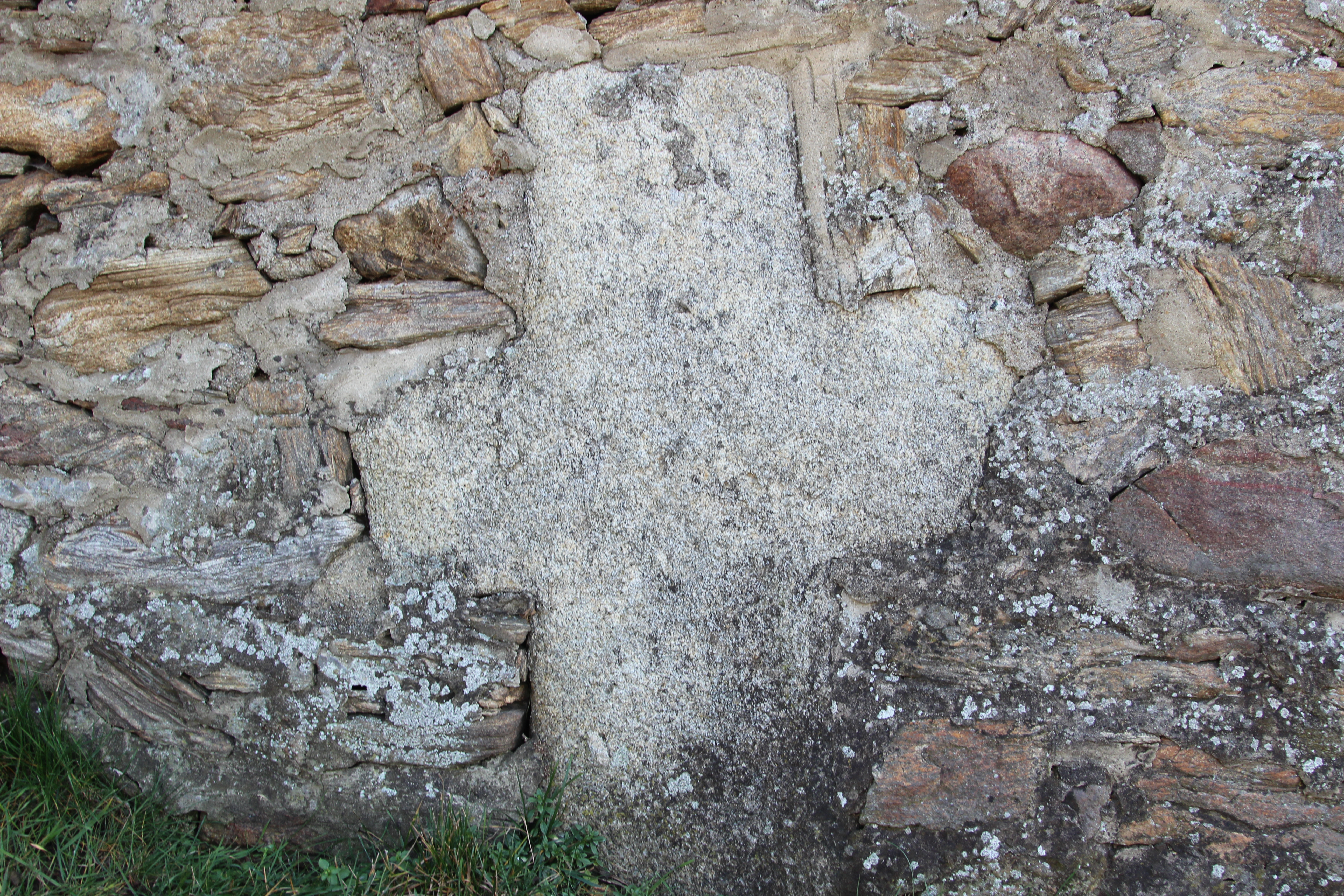
Sühnekreuz an der Kirchhofmauer

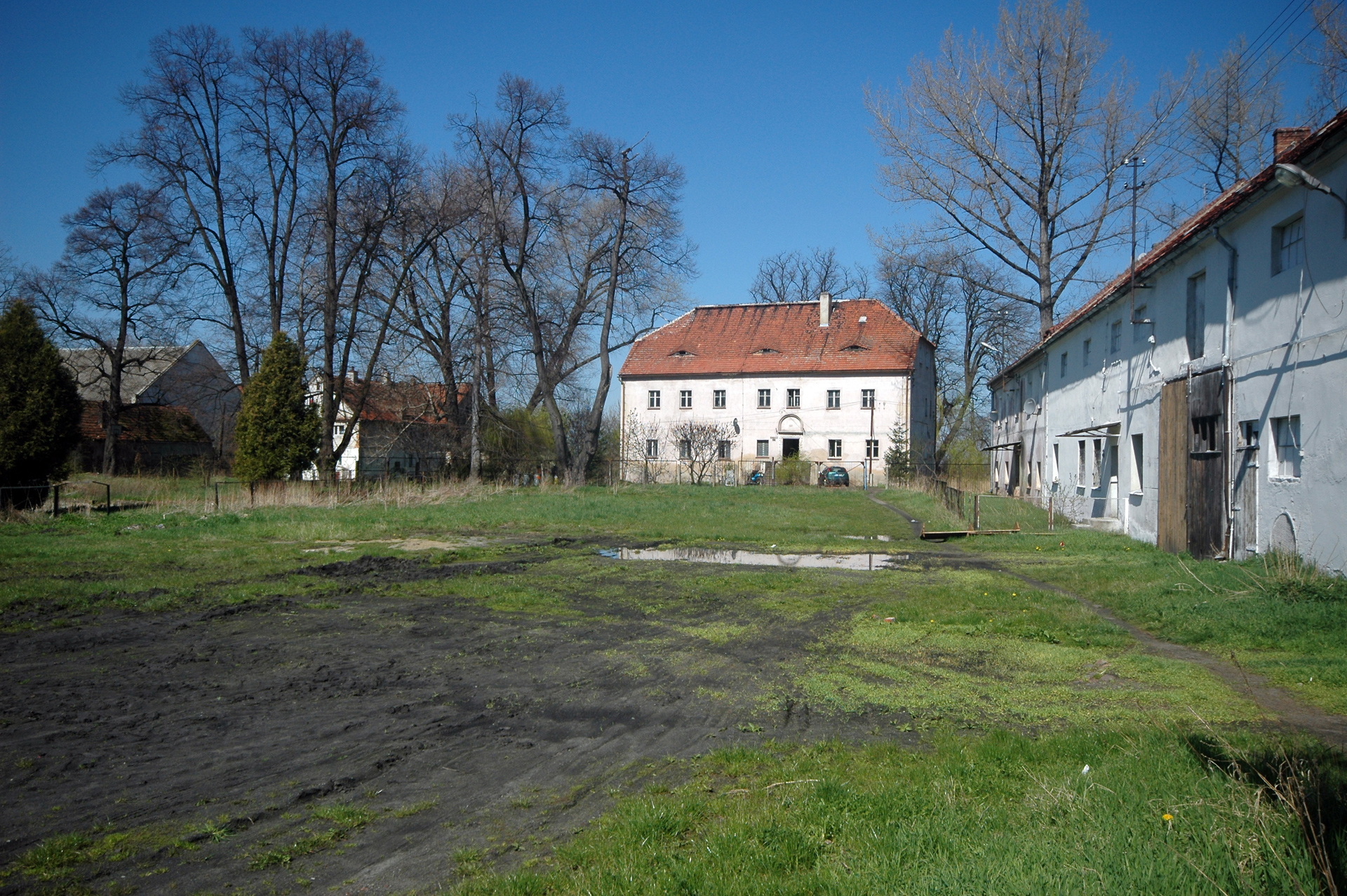
Schloss Bertholdsdorf

Uciechów (1945–1947 Bartków, deutsch: Bertholdsdorf, veraltet auch Berthelsdorf) ist ein Dorf in der Landgemeinde Dzierżoniów (Reichenbach) in der Wojewodschaft Niederschlesien in Polen.

## Lage
Uciechów liegt ca. zehn Kilometer nordöstlich von Dzierżoniów (Reichenbach), and 50 Kilometer südwestlich von Breslau. Nachbarorte sind Borowica (Harthau) im Norden, Włóki (Dreißighuben) im Nordwesten, Dobrocin (Güttmannsdorf) im Süden und Roztocznik (Olbersdorf) im Südosten. 

## Geschichte
Bertholdsdorf entstand im Zuge der Ostkolonisation durch deutsche Siedler. Der Ortsname könnten sich von einem Lokator Berthold ableiten. 1268 setzte der Schweidnitzer Herzog Boleslaus I. Bertholdsdorf zu Deutschem Recht aus, wobei auch Bertholdsdorf im damaligen Weichbild Striegau gemeint sein könnte. 1305 erscheint der Ort im Breslauer Zehntregister Liber fundationis episcopatus Vratislaviensis als „Bertholdesdorf“ bzw. „Villa Bertholdi“. Die dem hl. Bartholomäus geweihte Kirche von Bertholdsdorf wurde 1335 im Register des Päpstlichen Nuntius Galhardus erstmals erwähnt. Während der Reformation wurde die Kirche um 1550 evangelisch und 1654 rekatholisiert. Ende des 16. Jahrhunderts gehörte Bertholdsdorf der Familie von Stange. 1640 gehörte die Grundherrschaft dem Christoph von Bötsch. 1645 kaufte es Just von Almesloe, der mit der Erbtochter des Geschlechtes von Bötsch verheiratet war. 1651 besaß es dessen Neffe Christoph von Almesloe, genannt Tappe, dem neben Bertholdsdorf auch Faulbrück und Harthau gehörten. 1705 erhielt er für seine Kriegsverdienste vom Landesherrn Leopold I. den Reichsgrafenstand. 1749 gelangte das Gut von den Almesloe´schen Erben an die Grafen von Sandreczky auf Langenbielau, darunter 1785 Graf Friedrich von Sandreczky.
Nach dem Ersten Schlesischen Krieg fiel Bertholdsdorf 1741/42 mit fast ganz Schlesien an Preußen. 1785 zählte Bertholdsdorf 1/2 Meile von Reichenbach entfernt, ein herrschaftliches Schloss, ein Vorwerk mit Garten, eine katholische bis 1654 evangelische Kirche, eine Schule, zehn Bauern, dreißig Gärtner, vier Häusler, zwei Wassermühlen, wovon eine auf dem Weg nach Peilau als Spittelmühle bezeichnet wurde, eine Windmühle und 287 Einwohner. Nach der Neugliederung Preußens gehörten Bertholdsdorf ab 1818 zum Landkreis Reichenbach, mit dem es bis 1945 verbunden blieb.
1845 zählte Bertholdsdorf 83 Häuser, ein herrschaftliches Schloss mit Ziergarten, ein Vorwerk, eine Freischoltisei, 725 überwiegend evangelische Einwohner (313 katholisch), evangelische Kirche zu Reichenbach, eine evangelische Schule für die auch der Nachbardorf Harthau zuständig war, eine katholische Kirche (Adjunkt der Pfarrkirche von Langseifersdorf), 40 Morgen Pfarrwidum, eine katholische Schule nur für Harthau und Eichberg, zwei Wassermühlen mit drei Einwohnern, eine Windmühle, eine Brauerei, eine Brennerei, 40 Baumwollstühle, 22 Handwerker und Händler sowie 1026 Merinoschafe. Auf dem nahen Pilzberg, der auf der Nordseite mit Nadelholz und sonst mit Weinreben und Obstbäumen bepflanzt war und der von der Reichenbacher Bevölkerung als Naherholungsgebiet genutzt wurde, befand sich ein Aussichtspunkt mit einem Säulentempel. Zur Gemeinde gehörten außerdem:
1. die Kolonie Eichberg mit vier Häusern und 37 Einwohnern (19 katholisch)
2. die Spittelmühle, eine Wassermühle unter Nieder-Langenbielau am Rothwasser.

Seit 1874 bildeten die Landgemeinden Bertholdsdorf und Harthau und deren gleichnamige Gutsbezirke den Amtsbezirk Bertholdsdorf. Amtsverwalter war seit 1874 der Wirtschaftsinspektor Julius Winkler aus Harthau. Das Bürgermeisteramt bekleidete 1943 Hermann Scheunert. Als Folge des Zweiten Weltkriegs fiel Bertholdsdorf 1945 mit fast ganz Schlesien an Polen und wurde zunächst in Bartków, und 1947 in Uciechów umbenannt. Die deutsche Bevölkerung wurde, soweit sie nicht schon vorher geflohen war, 1946 vertrieben. Die neu angesiedelten Bewohner waren teilweise Zwangsausgesiedelte aus Ostpolen, das an die Sowjetunion gefallen war. Heute gehört Uciechów zur Landgemeinde Dzierżoniów.

## Sehenswürdigkeiten
- Römisch-katholische St.-Bartholomäus-Kirche, 1335 erstmals erwähnt, seit der Reformationszeit evangelisch, 1654 rekatholisiert, 1793 Filiale der Pfarrkirche von Langseifersdorf. In ihr wurde jeden zweiten Sonntag ein Gottesdienst gehalten. Der im Kern mittelalterliche Bau besitzt Strebepfeiler, im 18. Jahrhundert neu gewölbt, 1913 erneuert. Ausstattung einheitlich im Barockstil um 1725, mit drei Altären, einer Kanzel, und einem Taufbecken. An der Außenwand Grabsteine und Epitaphe aus dem 16. bis 17. Jahrhundert.[8]
- Schloss Bertholdsdorf, zweigeschossiges Herrenhaus mit Walmdach auf rechteckigem Grundriss, erbaut 1593 im Renaissancestil, im 19. und 20. Jahrhundert umgestaltet, nach dem Übergang an Polen 1945 verstaatlicht und in ein Mehrfamilienwohnhaus umgewandelt. Im Erdgeschoss Decke mit Kreuztonnengewölbe. Umgeben von Wirtschaftsgebäuden, den Resten eines Wassergrabens und einem vernachlässigten Landschaftspark[9]
- Reste eines Kriegerdenkmales der Gefallenen des Ersten Weltkrieges
- Kapelle, erbaut 1700 vom damaligen Grundherren als Pestkapelle